# Saint-Germain-en-Laye
Saint-Germain-en-Laye (ejtsd: szen zsermen an lé) város Franciaország Île-de-France régiójában, Yvelines megyében. 2019. január 1-jétől új község státusszal rendelkezik, miután egyesült Fourqueux településsel. Az új község lélekszáma az egyesítéskor 45 916 fő volt. Lakosainak száma 45 286 fő (2022. január 1.).

## Fekvése

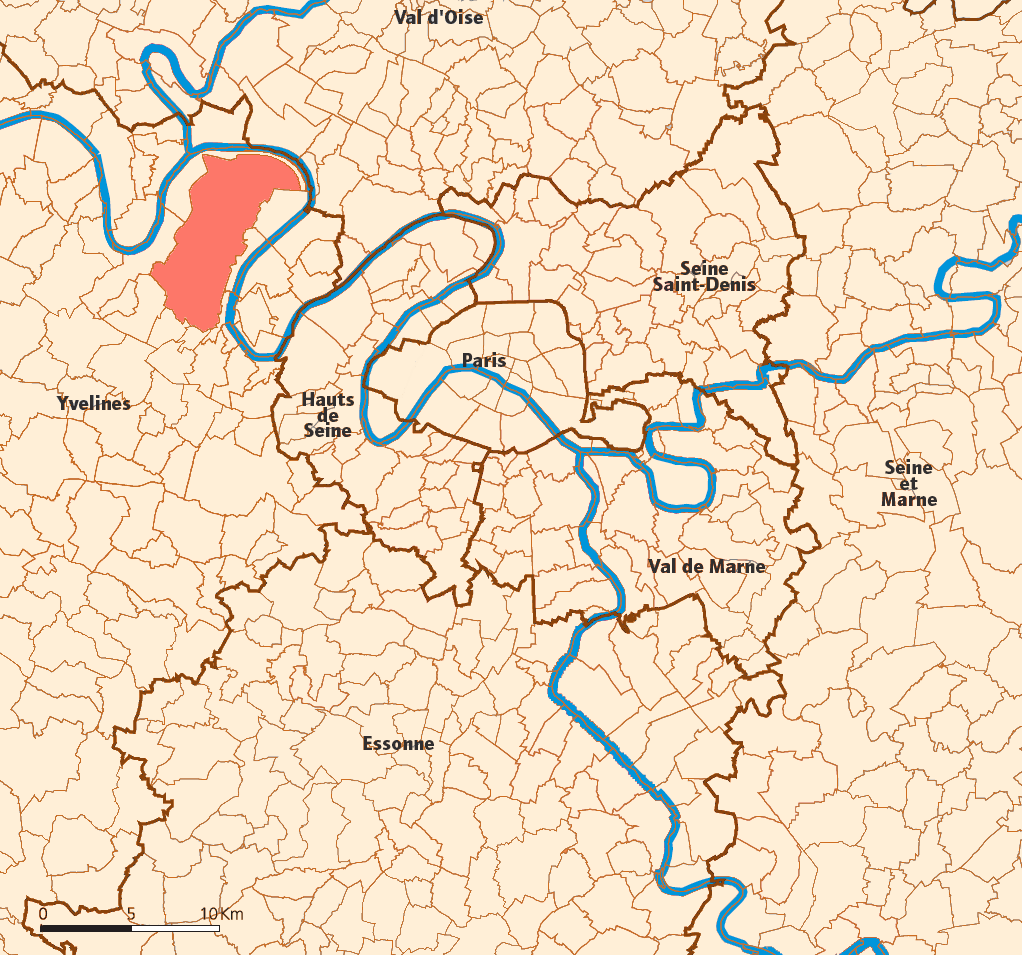
Saint-Germain-en-Laye fekvése Párizs mellett

19 km-re Párizstól, a Szajna bal partján helyezkedik el.

## Története
Saint-Germain-en-Laye már a középkorban erődített királyi kastély volt, amelyből máig is fennmaradt a Szent Lajos által építtetett kápolna. A kastélyt a százéves háborúban feldúlták, de V. Károly azt újra felépítette, I. Ferenc pedig a mostanit állíttatta fel. 1570-ben itt kötöttek a hugenottáknak kedvező békeszerződést. Az 1679. június 29-i egyezményben XIV. Lajos francia király Frigyes Vilmost, Brandenburg „nagy választófejedelmét” arra kényszerítette, hogy Pomerániában megejtett foglalásairól mondjon le Lajos szövetségese, Svédország javára.
1919. szeptember 19-én itt írták alá azt a nemzetközi szerződést, melynek értelmében a Csehszlovák Köztársaság részévé vált Ung, Bereg, Ugocsa és Máramaros vármegye jelentősebb része.

## Látnivalók

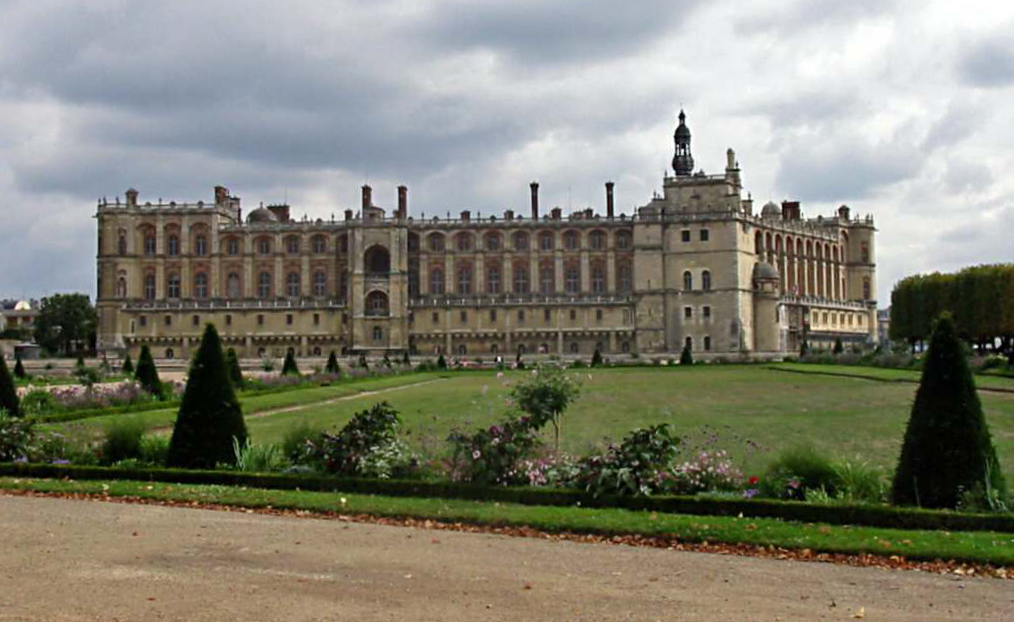
A királyi kastély

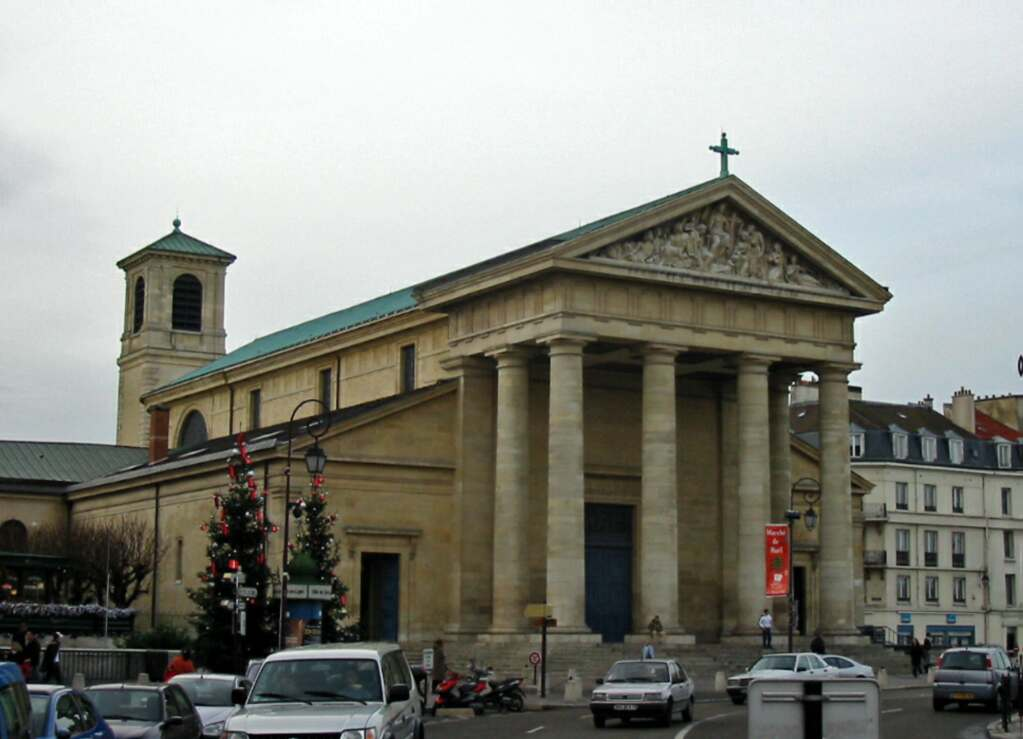
Templom

A város legszebb épülete az egykori királyi kastély, amelyet I. Ferenc műépítészének, du Cerceau-nak rajzai alapján restauráltak, miután a nagy francia forradalom alatt kaszárnyául, majd I. Napóleon alatt lovastiszti iskolául szolgált.
A városházán őrzik a könyv- és képgyűjteményt.
Egy domb lejtőjén látható IV. Henrik pavilonja, Henrik azon új kastélyának maradványa, amely XIV. Lajosig – aki székhelyét a versailles-i kastélyba tette át – királyi lakóhely volt és azután 12 éven át II. Jakab angol király lakott benne. Ezen pavilonhoz csatlakozik észak felől a 2,4 km hosszú és 35 m széles terasz, amelyről gyönyörű kilátás nyílik a Szajnára.
A várostól északra terül el a 4400 hektárnyi erdő, amelyben az Ausztriai Anna által épített nyaraló (Les Loges) látható, ennek közelében tartják évenként szeptember elején a búcsút (La Fête des Loges).

## Népesség
| Lakosok száma | 44 753 | 44 750 | 44 806 | 44 410 | 44 380 | 45 286 |
|               | 2017   | 2018   | 2019   | 2020   | 2021   | 2022   |

## A város szülöttei
- Claude Debussy
- Robert Demachy fotográfus